# Mühlenberg-II-Tunnel
Der Mühlenberg-II-Tunnel wurde 1878/79 gebaut und ist 341 Meter lang. Er gehört zu der 1880 eröffneten Bahnstrecke Leinefelde–Treysa, welche Bestandteil der so genannten „Kanonenbahn“ war und seit 1998 stillgelegt ist.
Der Tunnel liegt zwischen Effelder und Großbartloff in einer S-Kurve. Beide Kurvenradien betragen 400 Meter, getrennt durch eine 102 Meter lange Zwischengerade bei einem durchgehenden Gefälle von 1:103. Die mittlere Höhenlage ist 342 Meter ü. NN. Der Tunnel liegt zum Teil in Rötmergeln, überwiegend aber in klüftigen, dünnplattigen Kalksteinen des unteren Muschelkalkes ungünstig nahe dem Hangfuß. Im stark klüftigen Gebirge kam es bereits wiederholt zu Geländeeinbrüchen über dem Tunnel, der 30 bis 40 Meter Überdeckung aufweist. Der steil abfallende Hang ist mit Mischwald bestanden.
Das Bauwerk ist Teil der Bahnstrecke von Lengenfeld unterm Stein nach Küllstedt, die heute mit Draisinen befahren werden kann.